# Ауди A8
„Ауди А8“ (Audi A8) е модел луксозни автомобили (сегмент F) на германската компания „Ауди“. Той влиза в серийно производство през 1994 г., заменяйки „Ауди V8“.
Моделът има и вариант с подобрено поведение, продаван под имената „Ауди S8“.

## Предистория
Ауди дебютира в горния клас през 1988 г. с „Ауди V8“. Той е базиран на платформите на третата генерация „Ауди 100“, с което е свързана неспособността им да се конкурират успешно с типичните представители на горния клас по отношение на комфорт и вътрешно пространство. Това се променя със създаването на модела „А8“.

## Първо поколение – D2 (1994 – 2002)
Първата генерация на А8 влиза в производство в средата на 1994 г. Това е първият автомобил от горен клас в света, чиято каросерия е изработена изцяло от алуминий. quattro задвижването също е плюс в сравнение с конкурентните модели. Недостатък се оказва недостатъчният комфорт, който е резултат на спортното оформление на А8.
А8 се продава в два варианта – с къса и дълга база като при дългата база пространството между предните и задните седалки е увеличено с 13 сантиметра, заради конкуренцията с мерцедес S-клас.
Първата генерация А8 претърпява два фейслифта: през 1999 г. главната промяна е на предницата, а през 2001 г. промените са почти минимални.
Най-мощният вариант на А8 е А8 W12, от който в периода 2001 – 2003 г. има произведени 750 бройки. Той разполага с шестлитров дванадесетцилиндров двигател и 420 конски сили.
Двигатели
| Бензинови | Бензинови | Бензинови | Бензинови         | Бензинови |
| Двигател  | Години    | Обем      | Мощност           | Цилиндри  |
| --------- | --------- | --------- | ----------------- | --------- |
| 2.8       | до 1996   | 2771 cm³  | 128 kW (174 к.с.) | 6         |
| 2.8       | от 1996   | 2771 cm³  | 142 kW (193 к.с.) | 6         |
| 3.7       | до 1998   | 3697 cm³  | 169 kW (230 к.с.) | 8         |
| 3.7       | от 1999   | 3697 cm³  | 191 kW (260 к.с.) | 8         |
| 4.2       | до 1998   | 4172 cm³  | 220 kW (300 к.с.) | 8         |
| 4.2       | от 1999   | 4172 cm³  | 228 kW (310 к.с.) | 8         |
| 6.0       | от 2001   | 5998 cm³  | 309 kW (420 к.с.) | 12        |
| Дизелови  |           |           |                   |           |
| Двигател  | Години    | Обем      | Мощност           | Цилиндри  |
| 2.5 TDI   | до 2000   | 2496 cm³  | 110 kW (150 к.с.) | 6         |
| 2.5 TDI   | от 2000   | 2496 cm³  | 132 kW (180 к.с.) | 6         |
| 3.3 TDI   | от 2000   | 3328 cm³  | 165 kW (225 к.с.) | 8         |

### Прототипът „А8 купе“
През 1997 г. Ауди поръчва на мюнхенската компания IVM Automotive да създаде прототип на Ауди А8 с две врати. Същата година той е представен пред публика на изложението в Женева. Първоначално Ауди възнамерява да пусне купето в серийно производство, но се отказва, виждайки продажбите на подобните модели БМВ 8 и CL-класата на Мерцедес, които остават под очакванията. Единственият екземпляр А8 купе остава собственост на IVM Automotive и се пази в Мюнхен.

## Второ поколение – D3 (2002 – 2009)
През ноември 2002 г. втората генерация А8 заменя първата. Отново се предлагат къса и дълга версия с разлика от 13 сантиметра. Втората генерация спомага на А8 да се утвърди на пазара за автомобили от горен клас, като през февруари 2007 г. е на второ място в статистиката по регистрирани такива модели след S-класата на Мерцедес.
През 2005 г. е направен фейслифт, като най-забележителната новост е единичната решетка на радиатора.
- Преди фейслифта
- Преди фейслифта
- ФЕЙСЛИФТ
- ФЕЙСЛИФТ

### Двигатели
| Бензинови | Бензинови | Бензинови | Бензинови         | Бензинови |
| Двигател  | Години    | Обем      | Мощност           | Цилиндри  |
| --------- | --------- | --------- | ----------------- | --------- |
| 2.8 FSI   | от 2007   | 2773 cm³  | 154 kW (210 к.с.) | 6         |
| 3.0       | до 2005   | 2976 cm³  | 162 kW (220 к.с.) | 6         |
| 3.2 FSI   | от 2005   | 3123 cm³  | 191 kW (260 к.с.) | 6         |
| 3.7       | до 2006   | 3697 cm³  | 206 kW (280 к.с.) | 8         |
| 4.2       | до 2006   | 4172 cm³  | 246 kW (335 к.с.) | 8         |
| 4.2 FSI   | от 2006   | 4163 cm³  | 257 kW (350 к.с.) | 8         |
| 6.0       | от 2003   | 5998 cm³  | 331 kW (450 к.с.) | 12        |
| Дизелови  |           |           |                   |           |
| Двигател  | Години    | Обем      | Мощност           | Цилиндри  |
| 3.0 TDI   | от 2004   | 2967 cm³  | 171 kW (233 к.с.) | 6         |
| 4.0 TDI   | до 2005   | 3936 cm³  | 202 kW (275 к.с.) | 8         |
| 4.2 TDI   | от 2005   | 4134 cm³  | 240 kW (326 к.с.) | 8         |

## Ауди S8
Основна статия Ауди S8
През 1998 г. Ауди пуска на пазара топверсията А8 – S8. Тя използва същата платформа, но разполага с нов, по-мощен 4.2-литров двигател, спортно окачване, по-големи и по-широки джанти, по-големи спирачки, преработена автоматична скоростна кутия и др. В края на 2005 г. излиза и втората генерация S8.

## „Ауди А8“ в медиите
Особена популярност А8 добива чрез появата си в политиката и медиите. Герхард Шрьодер става първият канцлер на Германия, чиято държавна лимузина е Ауди А8. Дотогава всички канцлери са се возили на Мерцедес S-класа. Неговата наследничка Ангела Меркел също използва А8. Голяма част от високопоставените германски депутати също се возят на този модел.
Моделите А8 и S8 могат да се видят и в няколко филма. Най-голяма роля играят в Ронин (S8) и Транспортер 2 (А8 quattro W12).